# Jason Hart
Jason Keema Hart (Los Angeles, 29 aprile 1978) è un ex cestista e allenatore di pallacanestro statunitense.

## Carriera
È stato selezionato dai Milwaukee Bucks al secondo giro del Draft NBA 2000 (49ª scelta assoluta).